# Chiesa dei Santi Pietro e Paolo Apostoli (Brunico)
La chiesa dei Santi Pietro e Paolo Apostoli (in tedesco Pfarrkirche zu St. Peter und Paul) è la parrocchiale a Riscone, frazione di Brunico, nella provincia autonoma di Bolzano. Appartiene al decanato di Brunico e risale al XIX secolo.

## Storia

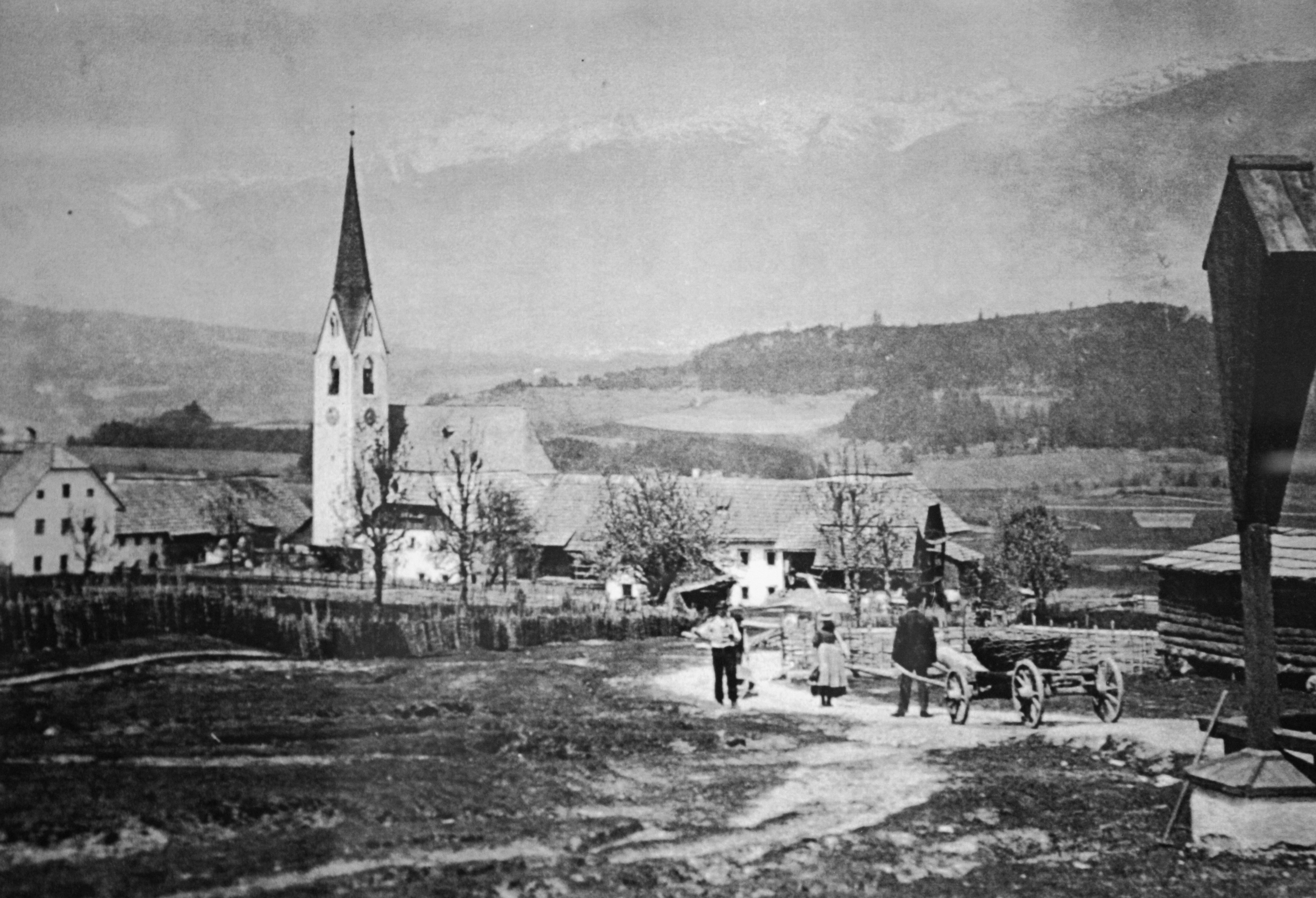
Chiesa di Riscone attorno al 1890

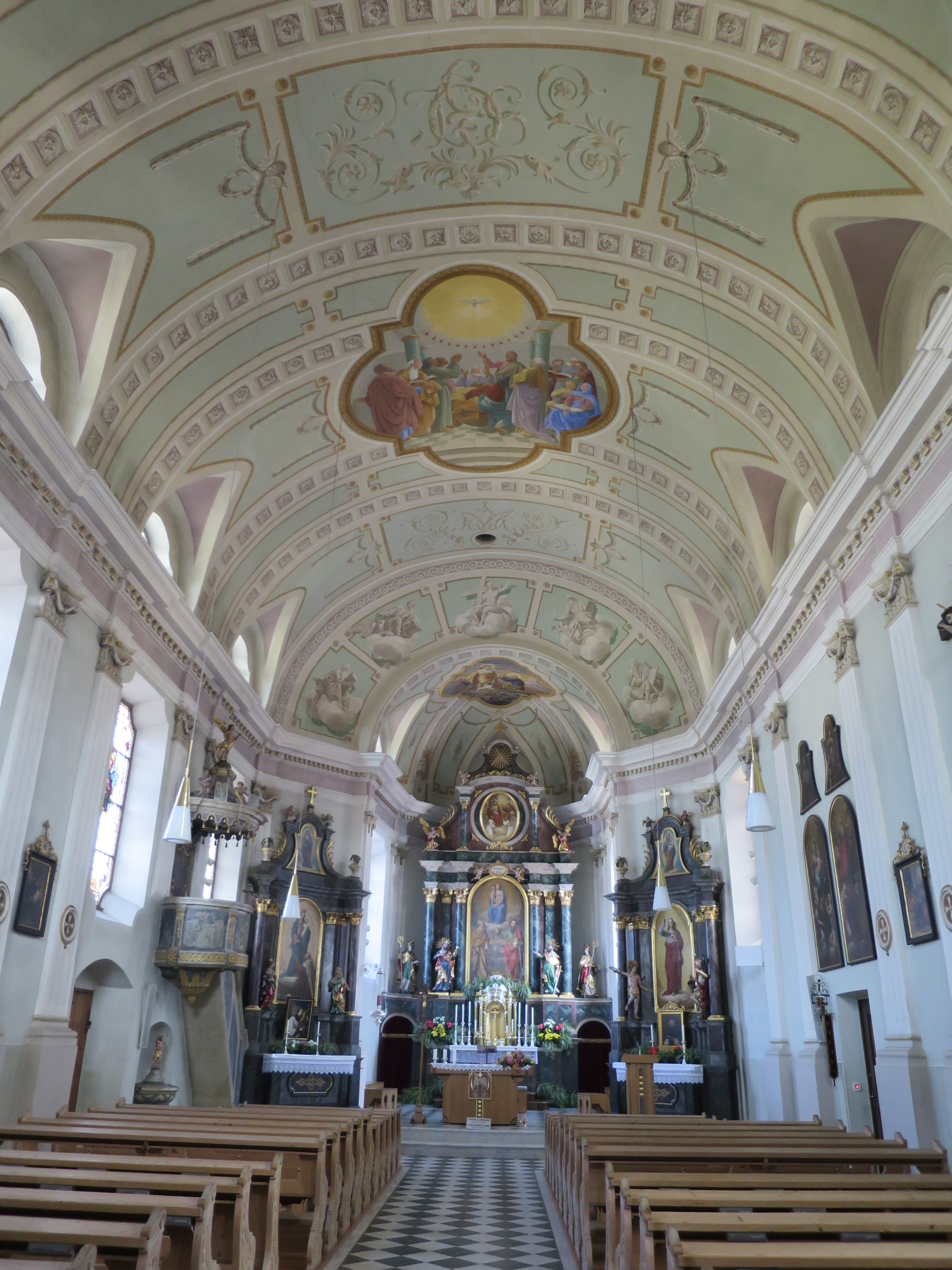
Interno della chiesa dei Santi Pietro e Paolo Apostoli.

Un primo luogo di culto a Riscone (Reischach) venne eretto già nel XVI secolo e, in seguito, venne rimaneggiato sino alla costruzione del nuovo edificio tra il 1835 e il 1838.
Della prima chiesa rimane la torre campanaria che è ancora accanto al corpo dell'edificio recente. In un documento che risale all'XI secolo si parla per la prima volta di una chiesa a Riscone, precisamente della donazione di Tagini von Rischon al vescovo Altwin di Bressanone. Durante i lavori di scavo in occasione del restauro della chiesa negli anni novanta si sono scoperte le fondamenta e parte delle mura di questa prima chiesa in stile romanico. Nel 1200 la chiesa fu allungata e nel 1400 restaurata secondo lo stile gotico. Nel 1550 al lato nord della chiesa fu realizzata una navata laterale che nel XVIII secolo fu unita alla navata centrale. La chiesa all'inizio del XIX secolo venne restaurata in stile neoclassico. La sala venne allungata di 9,5 metri fra il 1960 ed il 1961. La torre gotica risale al XV secolo.

## Descrizione
La navata interna è unica. Sull'altare maggiore la pala d'altare raffigura la Madonna e i Santi Pietro e Paolo di Anton Psenner di Fie allo Sciliar. Sui due altari laterali vicini al presbiterio le pale raffigurano il Sacro cuore di Gesù e la Madonna. Sulla volta della sala si conservano pregevoli affreschi. 
Le statue dell'altare maggiore, risalenti al 1750 circa, sono del maestro Johann Georg Silly di Brunico.